# Stoil Georgiev
Stoil Petrov Georgiev (in bulgaro Стоил Георгиев?; Sofia, 2 agosto 1964) è un ex calciatore bulgaro, di ruolo difensore.

## Palmarès

### Club

#### Competizioni nazionali
- Campionato bulgaro: 4

Levski Sofia: 1983-1984, 1984-1985, 1987-1988, 1993-1994
- Coppa di Bulgaria: 3

Levski Sofia: 1984, 1986, 1994
- Campionato Interregionale: 1

Agrigento Hinterland: 1991-1992
- Campionato Nazionale Dilettanti: 1

Trapani Calcio: 1992-1993